# Baía de Guanabara
A Baía de Guanabara é uma baía oceânica localizada no estado do Rio de Janeiro, no sudeste do Brasil.

## História
Habitada pelos índios temiminós, foi descoberta pela expedição exploradora portuguesa de 1501, cujo comando é atribuído por alguns autores a Gaspar de Lemos,  em 1 de Janeiro de 1502. Os portugueses a confundiram com a foz de um grande rio, ao qual denominaram "Rio de Janeiro", por ter sido descoberto no mês de janeiro. Os indígenas locais, entretanto, tinham já uma designação tupi para a mesma: Iguaá-Mbara (iguaá = enseada do rio, e mbará = mar), ou então guana ("seio") bara ("mar"), "mar do seio", em referência a seu formato arredondado e à fartura de pesca que proporcionava, ou ainda kûárana pará ("mar do que se assemelha a enseada", pela junção de kûá, "enseada", rana, "semelhança" e pará, "mar"). O nome é uma alusão ao fato de, na época, a baía não ter a entrada tão estreita como tem hoje, pois o conjunto dos morros Cara de Cão, Pão de Açúcar e Urca formavam uma ilha chamada Ilha da Trindade e não uma península, como ocorre hoje, fruto de um aterramento realizado no século XVI.
Foi assim descrita por alguns de seus primeiros observadores:
| “                                                | Toda a terra deste rio he de montanhas e serras muy altas. As melhores águas há neste rio que podem ser" | ” |
| — Pero Lopes de Sousa, Diário de Navegação. 1531 | |   |

| “                                         | ...dentro da barra tem uma baía que bem parece que a pintou o supremo pintor arquiteto do mundo, Deus Nosso Senhor". | ” |
| — Padre Fernão Cardim, fins do século XVI | |   |

O relevo que a enquadra, de contornos irregulares, conforma um porto de abrigo natural, favorável à atividade económica humana, da qual são exemplos as cidades do Rio de Janeiro e de Niterói.
Principal acesso à cidade do Rio de Janeiro durante séculos, acabou tragada pelo crescimento urbano a partir da segunda metade do século XX. Atualmente, conta com um tráfego intenso de navios, sendo significativa também a circulação das balsas, catamarãs e aerobarcos que ligam o centro do Rio de Janeiro à Ilha de Paquetá, à Ilha do Governador, ao centro de Niterói e a Charitas (Niterói). O trajeto para Niterói pode ser feito, desde 1974, pela Ponte Presidente Costa e Silva, mais conhecida como "Ponte Rio-Niterói".
ㅤㅤ
|                                                   | |                            |
| A baía de Guanabara em antigo mapa do século XVI. | Esquadra corsária de René Duguay-Trouin, em 1711, na Guanabara durante a Batalha do Rio de Janeiro. (ver: Invasões francesas no Brasil). | Vista da baía, circa 1903. |

ㅤㅤ

## Geografia
A baía é a resultante de uma depressão tectônica formada no Cenozoico, entre dois blocos de falha geológica: a chamada Serra dos Órgãos e diversos maciços costeiros, menores. Constitui a segunda maior baía, em extensão, do litoral brasileiro, com uma área de aproximadamente 380 km².
Considerando-se a sua barra como uma linha imaginária que se estende da ponta de Copacabana até à ponta de Itaipu, esta sofre um estreitamento entre a ponta da Fortaleza de São João, na cidade do Rio de Janeiro, e a ponta da Fortaleza de Santa Cruz, na de Niterói, com uma largura aproximada de 1 600 metros. Relativamente a meio dessa passagem, ergue-se uma laje rochosa (ilha da Laje), utilizada desde os colonizadores como ponto de apoio à defesa da barra, o atual Forte Tamandaré (antigo Forte da Laje).
As profundidades médias na baía são de 3 metros na área do fundo, 8,3 metros na altura da Ponte Rio-Niterói e de 17 metros no canal de entrada da barra. Na área do fundo, onde desaguam a maior parte dos rios, o acúmulo de sedimentos constituiu manguezais, envoltos pela vegetação própria da Mata Atlântica.
ㅤㅤ
ㅤㅤ

### Rios que deságuam na baía
- Rio Carioca
- Canal do Mangue
- Rio Maracanã
- Rio São João
- Rio Comprido
- Rio Joana
- Rio Irajá
- Rio Acari
- Rio Pavuna
- Rio São João de Meriti
- Rio Iguaçu
- Rio Sarapuí
- Rio Estrela
- Rio Inhomirim
- Rio Saracuruna
- Rio Suruí
- Rio Iriri
- Rio Roncador
- Rio Macacu
- Rio Guapi-Açu
- Rio Caceribu
- Rio Guaxindiba
- Rio Alcântara
- Rio Imboassú
- Rio Bomba
- Rio Jequiá

ㅤㅤ
Outros rios são afluentes ou cursos d'água menores que pertencem às sub-bacias hidrográficas da Baía de Guanabara, mas nem todos deságuam diretamente nela. Eles podem ter diferentes funções dentro da rede hidrográfica:
- Afluentes de rios principais – Alimentam os rios maiores que, por sua vez, deságuam na Baía de Guanabara. Exemplo: Rio Cachoeira, que deságua no Rio Inhomirim, que por sua vez chega à baía.[8][9][10]

- Canais e valas de drenagem – São cursos d'água artificiais ou naturais que ajudam no escoamento das águas pluviais e de rios menores para rios maiores ou diretamente na baía. Exemplo: Canal do Fonseca em Niterói.[8][9][10]

- Rios que desembocam em áreas intermediárias – Alguns rios podem se conectar a lagunas, manguezais ou outras formações antes de atingir a baía. Exemplo: Rio Cachoeira pode desaguar primeiro em outra formação antes de alcançar a Baía de Guanabara.[8]

- Rios menores com influência local – Alguns cursos d'água menores podem não ter um impacto direto na baía, mas fazem parte do sistema hídrico que contribui para sua bacia hidrográfica. Exemplo: Rio do Pico, afluente do Rio Roncador.[8][9][10]

ㅤㅤ
ㅤㅤ

### Ilhas
A Baía de Guanabara abriga diversas ilhas, totalizando 53, além de ilhotas cuja contagem varia conforme a fonte. Algumas dessas ilhas são de propriedade particular ou não possuem denominação oficial. A maioria pertence à Marinha do Brasil, enquanto outras integram a Área de Proteção Ambiental (APA) de Guapimirim, que visa à preservação dos ecossistemas locais.
- Ilha d'Água
- Ilha dos Amores
- Ilha Ananaz
- Ilha das Aroeiras
- Ilha da Boa Viagem
- Ilha do Bom Jesus da Coluna
- Ilha do Boqueirão
- Ilha do Braço Forte
- Ilha do Brocoió
- Ilha Cambembe
- Ilha dos Cardos
- Ilha da Casa de Pedras
- Ilha do Caju
- Ilha da Conceição
- Ilha das Cobras
- Ilha Comprida
- Ilha das Enxadas
- Ilha do Engenho
- Ilha das Folhas
- Ilha do Ferro
- Ilha Fiscal
- Ilha das Flores (Paquetá)
- Ilha das Flores (São Gonçalo)
- Ilha do Fundão
- Ilha do Governador
- Ilha de Itaoquinha
- Ilha de Itapacis
- Ilha de Jurubaíba
- Ilha da Laje
- Ilha dos Lobos
- Ilha de Mãe Maria
- Ilha de Manguinho
- Ilha de Manoéis de Dentro
- Ilha do Mestre Rodrigues
- Ilha do Milho
- Ilha do Mexingueiro
- Ilha de Mocanguê
- Ilha de Nhamquetá
- Ilha de Palmas
- Ilha de Paquetá
- Ilha de Pancaraíba
- Ilha das Pedras
- Ilha do Pita
- Ilha de Pititi-Acu
- Ilha de Pombeba
- Ilha Rasa
- Ilha Redonda
- Ilha do Raimundo
- Ilha do Rijo
- Ilha de Santa Bárbara
- Ilha de Santa Rosa
- Ilha de Santa Cruz
- Ilha Seca

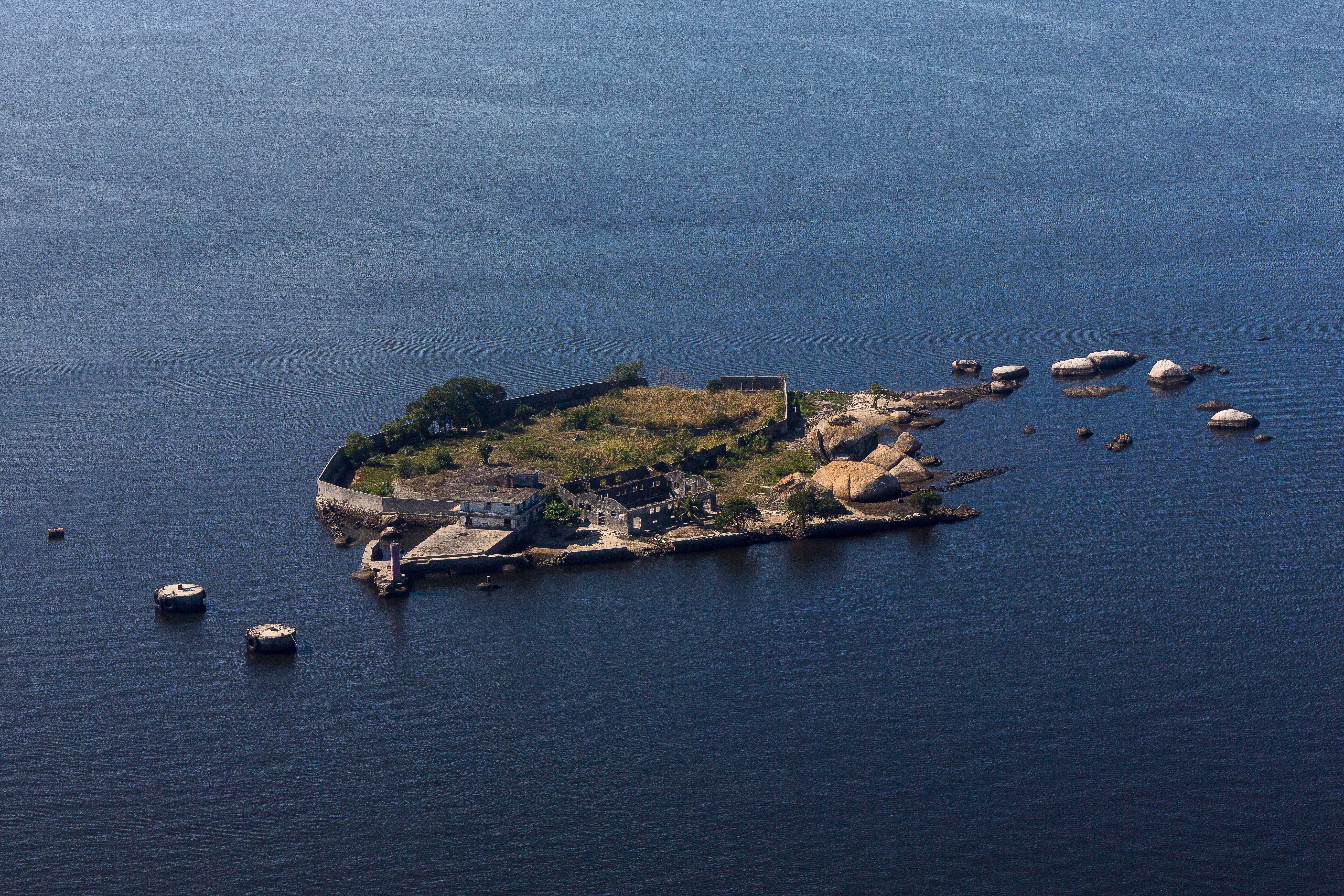
Vista aérea da Ilha Itapacis - Arquipélago de Paquetá.

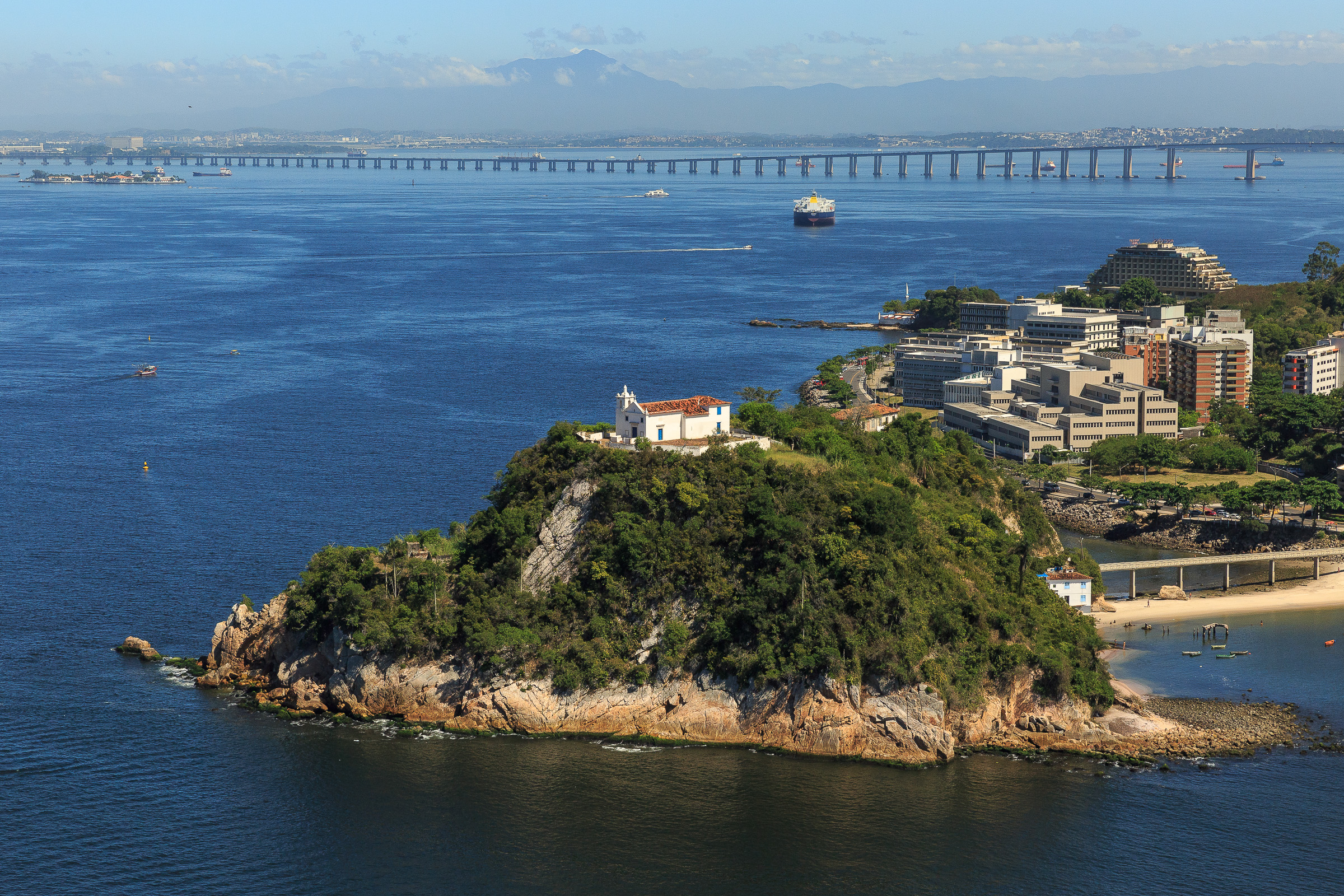
Vista aérea da Ilha da Boa Viagem localizada na cidade de Niterói.

- Ilha do Sol (antiga Tapuamas de Dentro)
- Ilha de Tamandaré
- Ilha de Tapuamas de Fora
- Ilha de Villegagnon
- Ilha do Viana
- Ilha Viraponga

ㅤㅤ

### Biodiversidade
A baía abriga dezenas de espécies botânicas, zoológicas e ictiológicas. Entre as espécies que habitam ou procuram a baía de Guanabara para se alimentar ou se reproduzir, destacam-se: golfinhos, tartarugas-marinhas, bagres, paratis e tainhas.
A baía integrava a rota migratória das baleias francas que buscavam as suas águas quentes para procriar, no inverno austral. Até ao século XVIII, a armação (caça) de baleias foi uma atividade expressiva na baía de Guanabara.

### Degradação ambiental

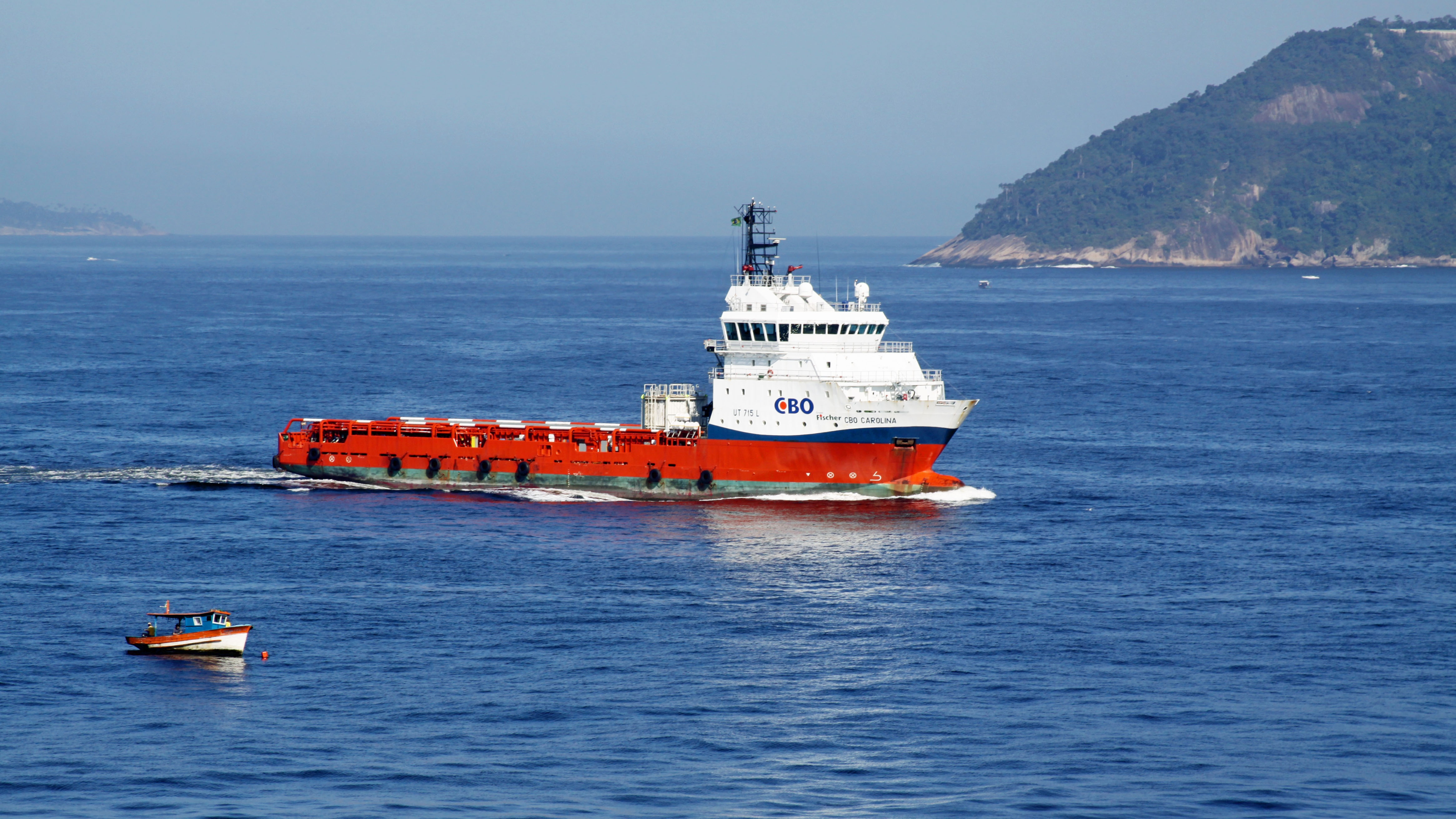
CBO Carolina - Navio de suprimento de plataforma petrolífera.

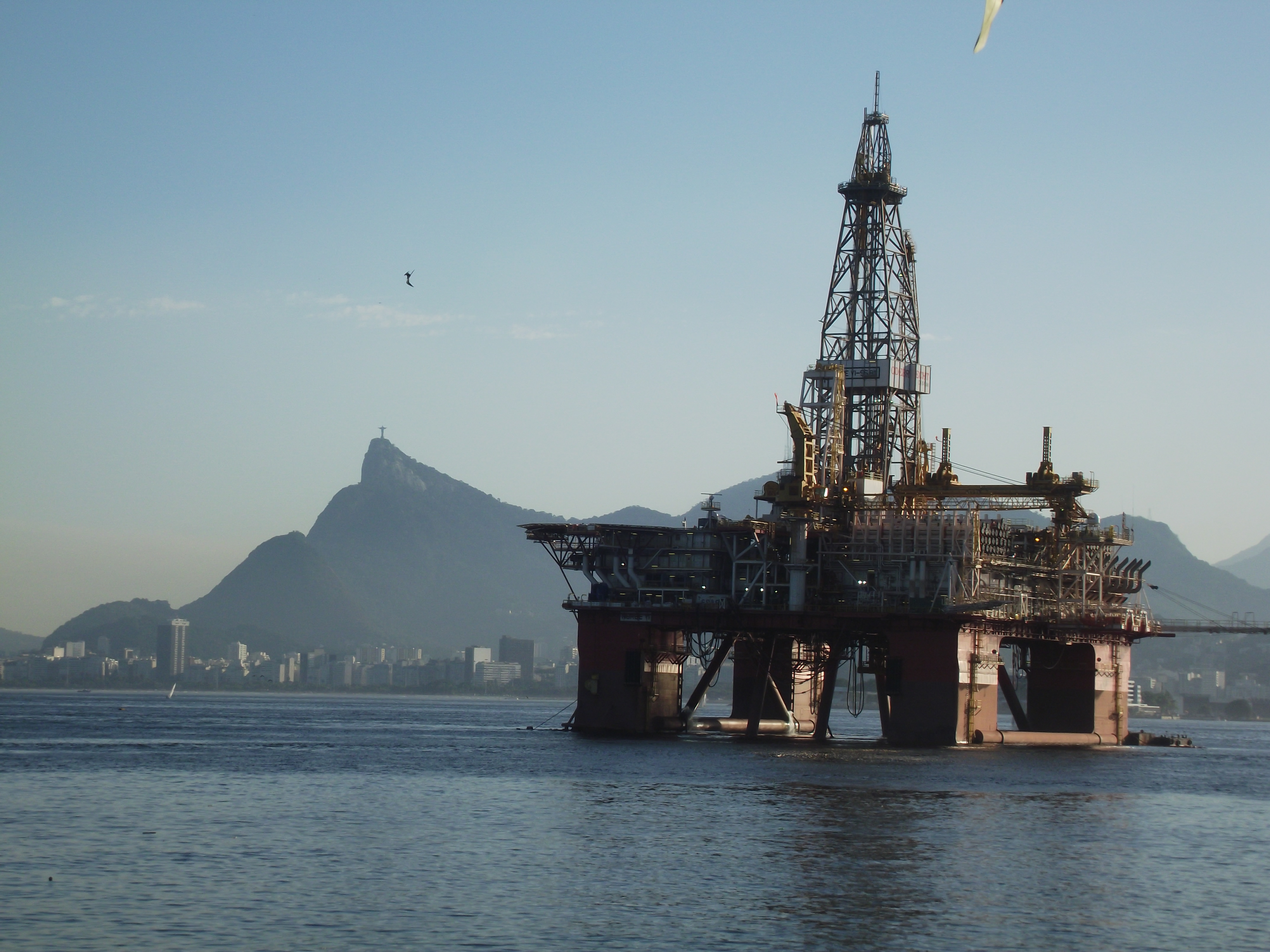
Plataforma de Petróleo na Baia de Guanabara.

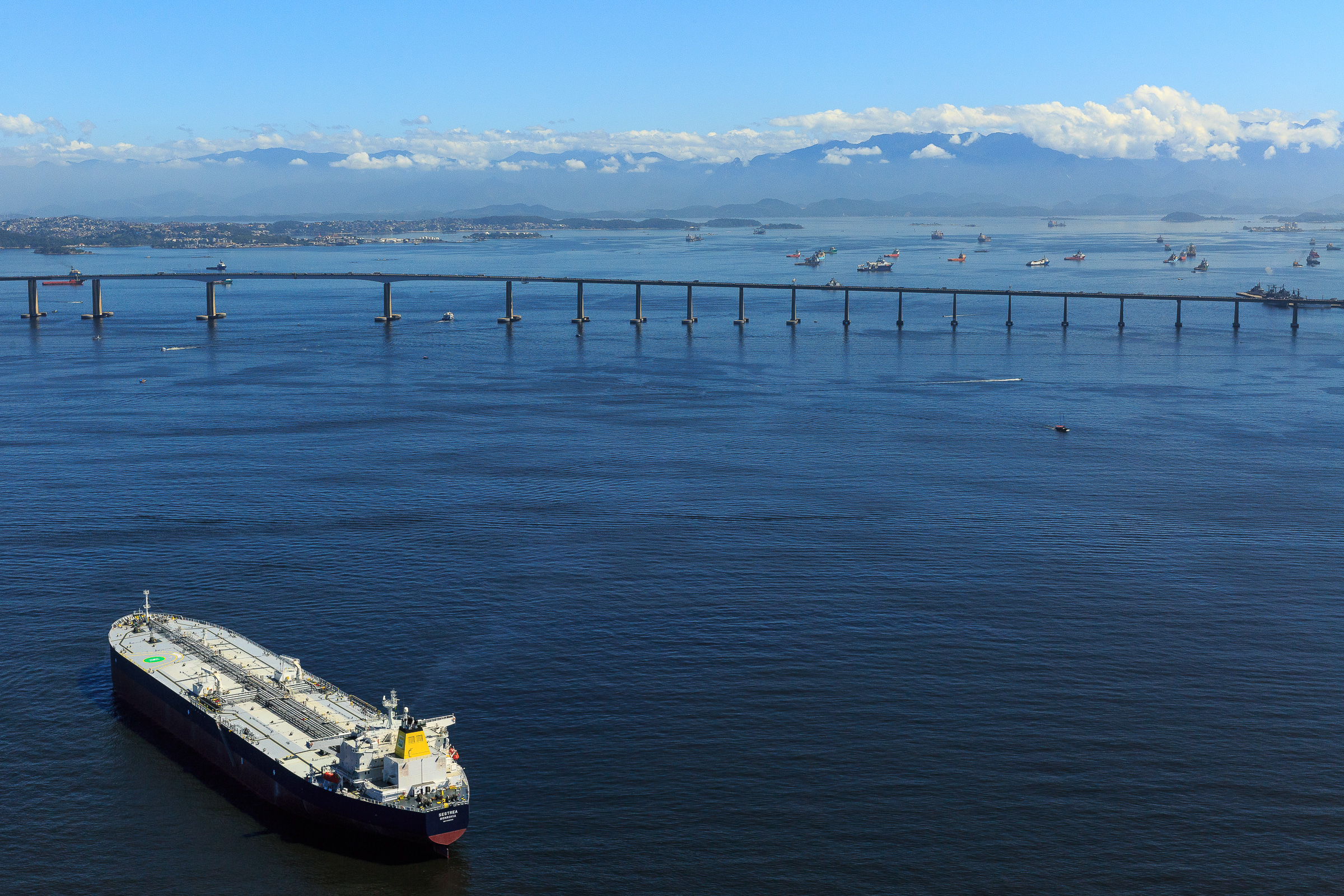
Vista aérea da ponte Rio-Niterói e cemitério de embarcações ao fundo.

Em 1979, se reuniram no Rio de Janeiro, Engenheiros, técnicos de diversas áreas e representantes da ONU, o objetivo era discutir a poluição na baía. A conclusão final foi que o esgoto sem tratamento era o problema, nos anos anteriores eram depositadas 460 toneladas de resíduos orgânicos por dia no local, o problema deveria ser resolvido nos meses e anos seguintes. Dados do início da década de 1980, indicam que eram em um número de 5 mil as indústrias que depositavam seu esgoto na baía.
Diante da perda secular de áreas de manguezal, exploradas sob os mais variados aspectos, a baía atualmente agoniza, vítima da poluição dos esgotos domiciliares e industriais, além dos derrames de óleo e da crescente presença de metais pesados em suas águas. À época do Descobrimento, estima-se que essas áreas cobriam 300 km²; dados da Prefeitura Municipal do Rio de Janeiro, em 1997, indicavam que elas se encontravam reduzidas a apenas cerca de 60 km². O padrão de queda da qualidade ambiental na Baía de Guanabara é consensual, apesar de visões contraditórias do problema. A degradação do ecossistema é representada pela significativa diminuição nos níveis de qualidade da água (baía e rios) e formação de gradientes de degradação no ecossistema que seguem tendências norte-sul e leste-oeste. O gradiente norte-sul acontece devido à sua característica estuarina, sendo reflexo do balanço das contribuições continentais (norte) e marinhas (sul). No norte são observados maiores valores de indicadores de poluição como sólidos em suspensão, fosfato, fósforo total, amônia, nitrito, silicato, clorofila a e coliformes totais e fecais, bem como menores valores de salinidade, oxigênio dissolvido, pH, nitrato e transparência da água. A temperatura também é alta nessa região. Já na região de desembocadura, observa-se o oposto em função da maior influência marinha. Por tais características, nesta região são encontradas as melhores condições ambientais da Baía de Guanabara.
O gradiente leste-oeste é resultado da ocupação humana da orla da baía. A cidade do Rio de Janeiro polarizou o desenvolvimento na região oeste da baía, onde foram realizados mais aterros para o crescimento da cidade, com graves consequências para a circulação das águas. Também como efeito desse crescimento, observou-se um aumento das cargas de esgotos domésticos e efluentes industriais, justamente onde foi reduzida de forma drástica a capacidade de diluição desses dejetos, pela diminuição da circulação da água. Na região oeste, foram observados os maiores valores de todos os indicadores de poluição (fosfato, fósforo total, amônia, nitrito, silicato, clorofila a e coliformes totais e fecais), bem como os menores níveis de oxigênio dissolvido. 
Além de um gradiente horizontal, a Baía de Guanabara também apresenta um gradiente vertical. Essa estratificação também é função de sua característica estuarina, com um forte componente sazonal. Na época chuvosa (verão) são observadas menores salinidades e maiores temperaturas nas águas de superfície, estas sob maior influência da drenagem das águas do continente. Tal estruturação condiciona uma forte estratificação termohalina, com uma diferença superfície-fundo de até 17 °C e 15 S. Já na época seca do ano (inverno), com a menor pluviosidade e temperatura não são observadas grandes variações entre as camadas de superfície e de fundo, causando maior homogeneidade na coluna d’água. Os padrões de estratificação para a salinidade acompanham os descritos para a temperatura.
Embora as águas da baía se renovem em contato com as do mar, ela é a receptora final de todos os efluentes líquidos gerados nas suas margens e nas bacias dos mais de 50 rios e riachos que a alimentam. Entre as fontes potenciais de poluição contam-se cerca de 14 mil estabelecimentos industriais, quatorze terminais marítimos de carga e descarga de produtos oleosos, dois portos comerciais, diversos estaleiros, duas refinarias de petróleo, mais de mil postos de combustíveis e uma intrincada rede de transporte de matérias-primas, combustíveis e produtos industrializados permeando zonas urbanas altamente congestionadas.
A bacia que drena para a Baía de Guanabara tem uma superfície de 4 000 km², integrada pelos municípios de Duque de Caxias, São João de Meriti, Belford Roxo, Nilópolis, São Gonçalo, Magé, Guapimirim, Itaboraí, Tanguá e partes dos municípios do Rio de Janeiro, Niterói, Nova Iguaçu, Cachoeiras de Macacu, Rio Bonito e Petrópolis, a maioria localizada na Região Metropolitana do Rio de Janeiro. Esta região abriga cerca de dez milhões de habitantes, o equivalente a 80 por cento da população do estado do Rio de Janeiro e apresentou, no período 1980-1991, a maior taxa de crescimento do País. Mais de 2/3 dessa população, 7,6 milhões de habitantes, habitam na bacia da Baía de Guanabara. A partir da década de 1990, começou a ser objeto de um grande projeto de recuperação ambiental, com verbas do Banco Interamericano de Desenvolvimento e do Governo do Japão. O projeto, no entanto, encontra-se atualmente paralisado. Existe a teoria de que se não houver nenhum tipo de poluição aos rios que a alimentam e à própria Baía, as águas levariam o prazo natural de cinco anos para se recuperarem em mais de 90%.
Alguns trechos de suas margens foram aterrados para a construção de cais e de vias públicas, como o Aterro do Flamengo, a Avenida Brasil, a Linha Vermelha, a Rodovia Niterói-Manilha, entre outros. Dos 260 km² originalmente cobertos por manguezais no entorno da baía, restam hoje apenas 82 km². A destruição desta formação vegetal causa a redução da capacidade de reprodução de diversas espécies de vida aquática e intensifica o processo de assoreamento que, ao longo do tempo, resulta na progressiva redução de profundidade da Baía. Cerca de 400 indústrias, do total de 14 000, são responsáveis pelo lançamento de quantidades expressivas de poluentes na Baía de Guanabara e nos rios da sua bacia.
Durante os Jogos Olímpicos de Verão de 2016, quase 1 400 atletas velejaram nas águas da Marina da Glória na Baía de Guanabara, nadando na praia de Copacabana e praticando canoagem e remo nas águas insalubres da Lagoa Rodrigo de Freitas. Em julho de 2015 a agência de notícias Associated Press encomendou quatro rodadas de testes da qualidade da água em cada um desses locais de competições, e também na água que alcança a areia da praia de Ipanema, que é muito frequentada por turistas, mas onde não seria realizado nenhum evento olímpico. Os resultados dos testes indicaram altas contagens de adenovírus, rotavírus, enterovírus e coliformes fecais em algumas amostras. Esses são vírus conhecidos por causar doenças estomacais, respiratórias e outras, incluindo diarreia aguda e vômitos, além de doenças cerebrais e cardíacas, que são mais graves, porém mais raras. As concentrações dos vírus foram aproximadamente as mesmas que são encontradas no esgoto puro. A Lagoa Rodrigo de Freitas, que foi declarada segura para remadores e canoístas, apresentou as águas mais poluídas dos locais de competições, com resultados que variam de 14 milhões de adenovírus por litro no extremo inferior a 1,7 bilhão por litro no extremo superior.

#### Acidentes ambientais
Somam-se, ainda, os acidentes ambientais como vazamentos de óleo, que ocorrem com certa frequência em refinarias, portos comerciais, estaleiros e postos de combustíveis. Como exemplo, ocorreu em janeiro de 2000 um vazamento de 1,3 milhão de litros de óleo na Baía de Guanabara, causando grandes danos aos manguezais, praias e à população de pescadores, ou em março de 2006, diante de uma mortandade de peixes e óleo invadindo a praia de Ramos, os moradores da região acusando o Aeroporto Internacional Antônio Carlos Jobim por lavar os aviões e deixar óleo escoar para as águas da baía. Mas o maior vazamento registrado ocorreu em março de 1975 por ocasião do acidente de navegação protagonizado pelo navio tanque iraquiano Tarik Ibn Ziyad, quando 6 milhões de litros de óleo contaminaram as águas da baía.
ㅤㅤ
ㅤㅤ

## Cemitério de embarcações
A Baía de Guanabara se tornou um cemitério de embarcações abandonadas, já que enormes carcaças se acumulam no local, trazendo poluição residual. Atualmente cerca de 78 embarcações estão abandonadas no local.
De acordo com a ONG "Movimento Baía Viva", dedicada à preservação da Baía de Guanabara, pelo menos 78 embarcações estão abandonadas pelos 412 km² da Baía, a maioria próximo à Ilha da Conceição, em Niterói. Segundo esta ONG, o grande número de embarcações abandonadas aumenta o risco de vazamento de óleo e de outras substâncias químicas e metais pesados na região.
Em 14 de novembro de 2022, uma dessas embarcações encalhadas, o graneleiro São Luiz se desprendeu do local onde estava atracado e colidiu com a Ponte Rio-Niteroi, causando a interrupção das duas vias por 3 horas.